# Allan Quatermain
Allan Quatermain – to postać fikcyjna, odkrywca kopalni króla Salomona, bohater kilkunastu książek autorstwa Henry’ego Ridera Haggarda. Postać ta pojawiła się również w kilku filmach oraz komiksie Liga Niezwykłych Dżentelmenów. Był niewysokim i chudym mężczyzną.

## Cykl powieści autorstwa Henry’ego Ridera Haggarda
W porządku alfabetycznym:
- Allan i Bogowie Lodów
- Dziecię z kości słoniowej
- Heu-heu czyli Potwór
- Kopalnie króla Salomona[1]
- Święty kwiat
- W krainie Kôr
- Zemsta Maiwy

## Filmy
- 1937 – Kopalnie króla Salomona – wyk. Cedric Hardwicke
- 1950 – Kopalnie króla Salomona – wyk. Stewart Granger
- 1985 – Kopalnie króla Salomona – wyk. Richard Chamberlain
- 1987 – Allan Quatermain i zaginione miasto złota – wyk. Richard Chamberlain
- 2003 – Liga niezwykłych dżentelmenów – wyk. Sean Connery[1]
- 2004 – Kopalnie króla Salomona (miniserial) – wyk. Patrick Swayze
- 2008 – Allan Quatermain i Świątynia Czaszek – wyk. Sean Cameron Michael